# Kepler-5
Coordenadas:  19h 57m 37.7s, +44° 2′ 6.2″
Kepler-5 é uma estrela localizada na constelação de Cygnus no campo de visão da Missão Kepler, um projeto da NASA que visa detectar planetas em trânsito, ou passando na frente de suas estrelas hospedeiras, visto da Terra. Uma estreita órbita de um planeta semelhante a Júpiter, chamado Kepler-5b, tem sido detectado em torno de Kepler-5. Planeta Kepler-5 foi um dos cinco primeiros planetas a serem descobertos pela sonda Kepler; sua descoberta foi anunciada em 4 de janeiro de 2010 na reunião 215 da American Astronomical Society, após ter sido verificada por uma variedade de observatórios. Kepler-5 é maior e mais massiva que o Sol, mas tem uma metalicidade semelhante, um fator importante na formação de planetas.

## Nomenclatura e história
Kepler-5 é chamado assim porque foi a quinta estrela com orbita de um planeta descoberto durante o curso da Missão Kepler, uma operação da NASA, que procura descobrir planetas semelhantes à Terra, ou cruzem na frente de suas estrelas hospedeiras em relação a Terra. O planeta da estrela, Kepler-5b, foi o segundo dos cinco primeiros planetas a serem descobertos pela sonda Kepler; os três primeiros planetas encontrados pela Kepler foram utilizados como teste, e já tinham sido descobertos. Kepler-5b foi apresentada ao público em 4 de janeiro de 2010 na reunião 215 da American Astronomical Society, em Washington, D.C., junto com planetas em torno de Kepler-4, Kepler-6, Kepler-7 e Kepler-8.
Descoberta inicial de Kepler-5b pela Kepler foi re-examinada por cientistas do Observatório W. M. Keck em Mauna Kea, Havaí; Observatório McDonald, Texas; Observatórios de Palomar e Lick, Califórnia; Observatórios MMT, WIYN e Whipple, Arizona; e do Observatório do Roque de los Muchachos, nas Ilhas Canárias.

## Características
Kepler-5 é uma estrela como o sol isto é 1.374 (± 0.056) Msun e 1.793 (± 0.053) Rsun, e é 137% da massa e de 179% o raio de Sol. A estrela tem uma metalicidade de [Fe/H] 0.04 (± 0.06), tornando-se quase tão rica em metais como o Sol, portanto, aumentando a probabilidade da estrela ter planetas em órbita. Kepler-5 tem uma temperatura efetiva de 6297 (± 60) K, que é mais quente do que a temperatura efetiva do Sol de 5778 K. Kepler-5 tem uma magnitude aparente de 13.4, e não pode ser vista a olho nu.

## Sistema planetário

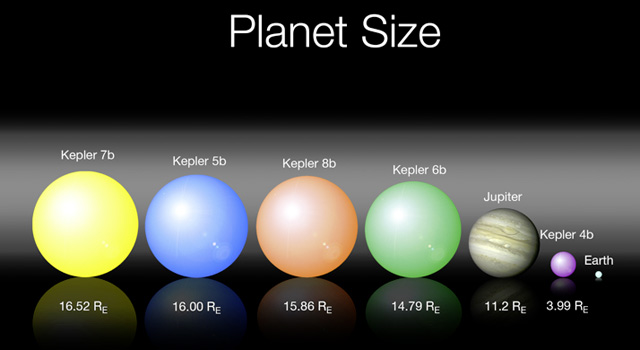
Uma foto mostrando os tamanhos relativos dos cinco primeiros planetas descobertos pelo Kepler. Kepler-5b é o segundo maior, destacado em azul.

Kepler-5b é 2.114 MJ e 1.431 RJ. É, portanto, mais de duas vezes a massa de Júpiter, e um pouco menos do que três metades do raio de Júpiter. Kepler-5b orbita sua estrela a cada 3.5485 dias, encontrando-se a cerca de .05064 AU de Kepler-5. É, portanto, um Júpiter quente, ou um gigante gasoso que orbita próximo à sua estrela-mãe. Para comparar, Mercúrio orbita o Sol a .3871 AU a cada 87.97 dias. Excentricidade do planeta é considerado como 0, que é a excentricidade de uma órbita circular.
| Planeta (em ordem de estrela) | Massa    | Semieixo maior (UA) | Período orbital (Dias) | Excentricidade | Inclinação | Raio     |
| ----------------------------- | -------- | ------------------- | ---------------------- | -------------- | ---------- | -------- |
| b                             | 2.114 MJ | 0.05064             | 3.5485                 | 0              | —          | 1.431 RJ |